# Solemya valvulus
Solemya valvulus – gatunek mięczaka z podgromady pierwoskrzelnych (Protobranchia).
Muszla wielkości: długość 2,0 cm
Są rozdzielnopłciowe, bez zaznaczonych różnic płciowych w budowie muszli. Odżywiają się planktonem oraz detrytusem.
Występuje od Zatoki Kalifornijskiej po Meksyk.